# Борн, Георг
Георг Борн (нем. George Born, Georg F. Born , псевдоним Карла-Георга Фюльборна, нем. Karl George Füllborn; 5 сентября 1837, Эльблонг — 2 марта 1902, Дрезден или Pieschen) — немецкий писатель, автор многочисленных авантюрных романов, посвященных истории Европы.

## Биография[3]
Карл-Георг Фюльборн родился в восточно-прусском городе Эльбинге (ныне в составе Польши под названием Эльблонг) в семье торговца, члена городского собрания Августа-Эдуарда Фюльборна (ум. 1876 в Дрездене). Его дед Иоганн-Эфраим Фюльборн (ум. в ноябре 1831 г. в Эльбинге) был переплетных дел мастером.
Трудовую деятельность Фюльборн начал как и его отец с торговли. В 1854 году он отправился в Штеттин, где познакомился с поэтом Эрнстом Шеренбергом. Переехав в Берлин в 1868 году, он начал свою литературную деятельность. 
В 1874 году Фюльборн переезжает вместе со своим отцом в Дрезден, где он приобретает типографию "F. J. A. Nobis'sche Buchdruckerei", а также становится владельцем газеты "Elbtal-Morgenzeitung", которую будет редактировать до своей смерти. Он также был членом правления ассоциации «Dresdner Presse» и членом Ассоциации Пенсионного фонда немецких писателей и журналистов. С 1898 писатель являлся членом городского собрания Дрездена. Был женат на Сельме-Агнес Фюльборн (ум. 1919 в Дрездене). Имел сына Франца-Карла-Август-Георга. И жена и сын также были связаны с книгопечатной и книготорговой коммерцией. Немецкие историки считают, что сын Фюльборна погиб на фронте 1-й Мировой войны.

## Творчество
Борн написал и издал 28 романов и повестей. Немецкие критики отнесли его творчество к жанру Trivialliteratur ("развлекательная литература", "бульварное чтиво", впрочем в указанной статье доказывается, что подобный перевод есть огрубление и сужение термина) или "бульварной литературы" (нем. Kolportage-Roman). 

### Романы и повести
- "Черное братство" (Die schwarze Brüderschaft), 1868;
- "Изабелла, изгнанная королева Испании, или Тайны мадридского двора" (Isabella, Spaniens verjagte Königin oder Die Geheimnisse des Hofes von Madrid), 1870;
- "Барбара Убрик, несчастная монахиня из Кракова», историко-романтическое повествование (Barbara Ubryk die unglückliche Nonne von Krakau", historisch-romantische Erzählung), 1871;
- "Пий IX и нынешнее время, или Рим и иезуиты" (Pius IX. und die heutige Zeit oder Rom und die Jesuiten), 1871;
- "Тайны мировой столицы, или Грешница и искупительница" (Die Geheimnisse einer Weltstadt oder Sünderin und Büßerin), 1871;
- "Евгения, или Тайны Тюильри", историко-романтическое повествование из современной эпохи Франции (Eugenia oder die Geheimnisse der Tuileries", historisch-romantische Erzählung aus Frankreichs Neuzeit), 1872;
- "Железный граф" (Der eiserne Graf), 1875;
- "Турецкий султан и его враги, или Тайны Константинопольского двора" (Der Türkenkaiser und seine Feinde oder die Geheimnisse des Hofes von Konstantinopel), 1878;
- "Бледная графиня, или Борьба за миллион", криминальный роман (Die bleiche Gräfin oder der Kampf um die Million, Criminal-Roman), 1879/80;
- "Принцесса Сирена, или Тайны кардиналов". Исторический роман новейших времен (Fürstin Sirene oder Die Geheimnisse des Kardinals. Historischer Roman aus der Gegenwart), 1880;
- "Габриэла, дитя нищего, или Преступление Гренелля" (Gabriele, das Kind des Bettlers oder Das Verbrechen von Grenelle), 1880;
- Ян Собеский, великий король Польши и освободитель Вены, или Слепая рабыня из Шираза", исторический народный роман (Johann Sobieski, der große Polenkönig und Befreier Wiens oder Das blinde Sklavenmädchen von Schiras, historischer Volksroman), 1880;
- "Марино Маринелли, отважный пират" (Marino Marinelli, der kühne Seeräuber), 1890;
- "Королева ночи, или Утопленник из Венеции" (Die Königin der Nacht oder Der Leichenfischer von Venedig), 1891;
- "Призрак Старого замка, или Битва за миллионы" (Das Gespenst des alten Schlosses oder Der Kampf um Millionen), 1912;
- "Пиратский адмирал и повелитель морей Клаус Штортенбеккер и его приключения как самого отважного пирата Северного и Балтийского морей", народный исторический роман (Der Seeräuber Admiral und König des Meeres Claus Störtenbeker und seine Abenteuer als kühnster Seeräuber der Nord- und Ostsee oder Die Tochter des Senators", historischer Volksroman);
- Андрианна, невеста осужденного, или тайны Бастилии" (Adrienne, die Braut des Sträflings oder Die Geheimnisse des Bastille", historischer Volksroman).

### Другие сочинения
- "Королева Шёнхильда", эпическая поэма ("Königin Schönhild"), 1885
- Армида, трагедия (das Trauerspiel "Armida"), 1897.